# Cerianthula rayneri
Espèce
Cerianthula rayneri est une espèce de cnidaires de la famille des Botrucnidiferidae.

## Systématique
Le nom valide complet (avec auteur) de ce taxon est Cerianthula rayneri Leloup, 1964.